# Abri en peperbus
Abri en peperbus is een kunstwerk in Amsterdam Oud-West. Het kunstwerk is opgesteld op het Van Limburg Stirumplein in de Staatsliedenbuurt.
Het kunstwerk van de hand van Frank Halmans bestaat uit twee onderdelen, een tramhokje en een peperbus. Het kunstobject in de vorm van twee gebruiksobjecten kwam na een opdracht van het Amsterdamse Fonds voor de Kunst en Stadsdeel Westerpark. Diezelfde twee instellingen lagen in die periode met elkaar overhoop vanwege de plaatsing van de Drie figuren op straat van Peter Erftemeijer, dat volgens de eerste niet in het straatbeeld past en volgens de tweede wel. Het kunstwerk kwam na een uitgebreide renovatie- en saneringsgolf door de Staatsliedenbuurt heen. De twee kunstwerken worden van elkaar gescheiden door een goot waarin de tramrails liggen van de tramlijn die hier halte heeft, de goot doorsnijdt het plein. Auto’s volgen een rotonderoute.

## Abri
Aan de zuidoostkant van de tramrails rees op een cirkelvormig oppervlak met een diameter van ongeveer vijf meter een open wachthokje voor de tram. Het geheel bestaat uit beton, staal, glas en tegelwerk. In het tramhokje zelf zijn geen zitplaatsen; de aanstaande passagier moet daar staan. Aan de buitenzijde zijn echter twee ronde zitbankjes aanwezig, geheel betegeld met tegels in de kleuren wit (binnenkart) en ecru (buitenkant). Boven deze zitbankje beginnen de stalen kolommen waarop het dak in schotelvorm is geplaatst. Midden in de wachtruimte staat eveneens een dragende in dit geval betegelde kolom van grond tot dak. De ruimten tussen de pilaren is opgevuld met glas. Het ronde dak heeft een grotere diameter dan het vloeroppervlak. Op de vensterbanken staan sansevieria's van brons.
De abri past in het thema van het werk van de kunstenaar: wachten. Voor reizen met het openbaar vervoer begint het wachten al vanaf het idee van vertrek. Het heeft geen zin direct naar de tramhalte te lopen wanneer je weet dat de tram pas op een bepaald tijdstip aankomt. Het wachten begint al thuis, aldus de kunstenaar. Je drentelt wat en kijkt ongeduldig naar buiten. Wanneer vertrek is geboden loop je vervolgens naar het tramhokje om daar vervolgens weer te wachten op de daadwerkelijke komst; je zet met andere woorden het wachten elders voort. Dit wordt weergegeven door het huiskamerachtig karakter van de abri; in de vensterbank staan dezelfde planten als thuis. 

## Peperbus
De peperbus die op het plein stond, stond op de nominatie om weggehaald te worden. Dankzij de kunstenaar bleef hij behouden en werd onderdeel van het kunstwerk. Halmans vond die peperbus een iconisch kunstwerk, plaatste hem op een sokkel, die gelijk is aan de bank in de wachtruimte. Ook hier dient het tegelwerk voor de afwerking van een zitbankje rondom. Dat zitbankje wordt onderbroken door twee trapjes die leiden naar een spreekgestoelte. Tussen die twee trapjes is ook een lessenaar bevestigd zodat de lezer zijn tekst kan oplezen. Boven de "spreekplaats" is een leeslamp geplaatst. Die spreekplaats refereert aan de roerige tijden in de Staatsliedenbuurt met actiegroepen etc. De begeleidingscommissie van het kunstwerk wilde dat terugzien en zo kwam er de spreekplaats met lessenaar. De kunstenaar omschreef het als plaats waar de “volgende revolutie kan uitbreken”.
Bij een interview voor Het Parool deelde Halmans mee zelden oude kunstwerken van hem te bezoeken. Hij gaf als reden, dat hij het werk liefst in oorspronkelijke vorm op zijn netvlies probeert te houden; hij zou bij eventuele beschadiging direct proberen uit te zoeken wie daar verantwoordelijk voor is etc. Omdat hij nog wel eens op het Westergasfabriekterrein moet zijn, stapt hij om dat kunstwerk te vermijden expres een halte eerder uit.    

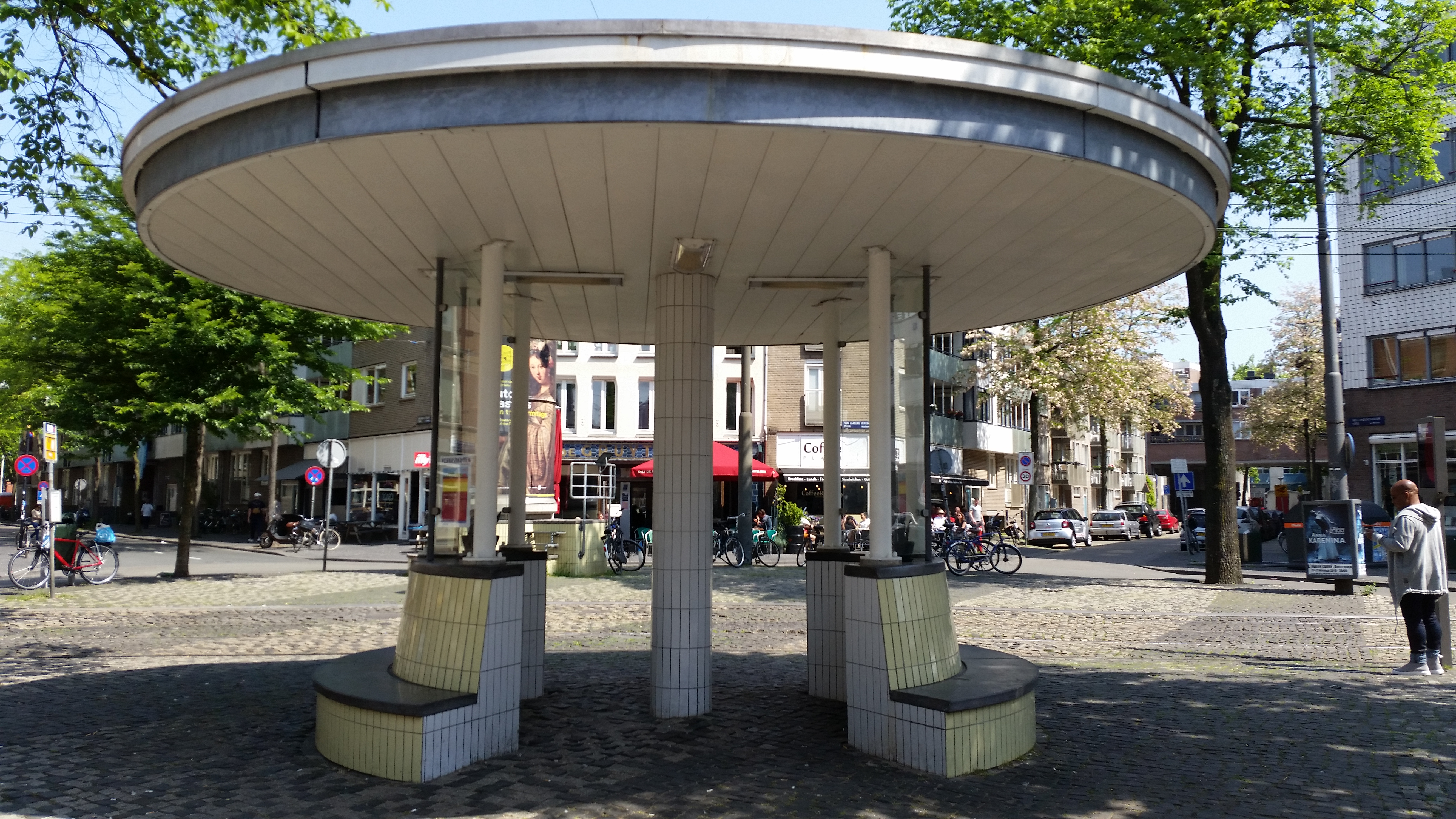
Abri (mei 2018)

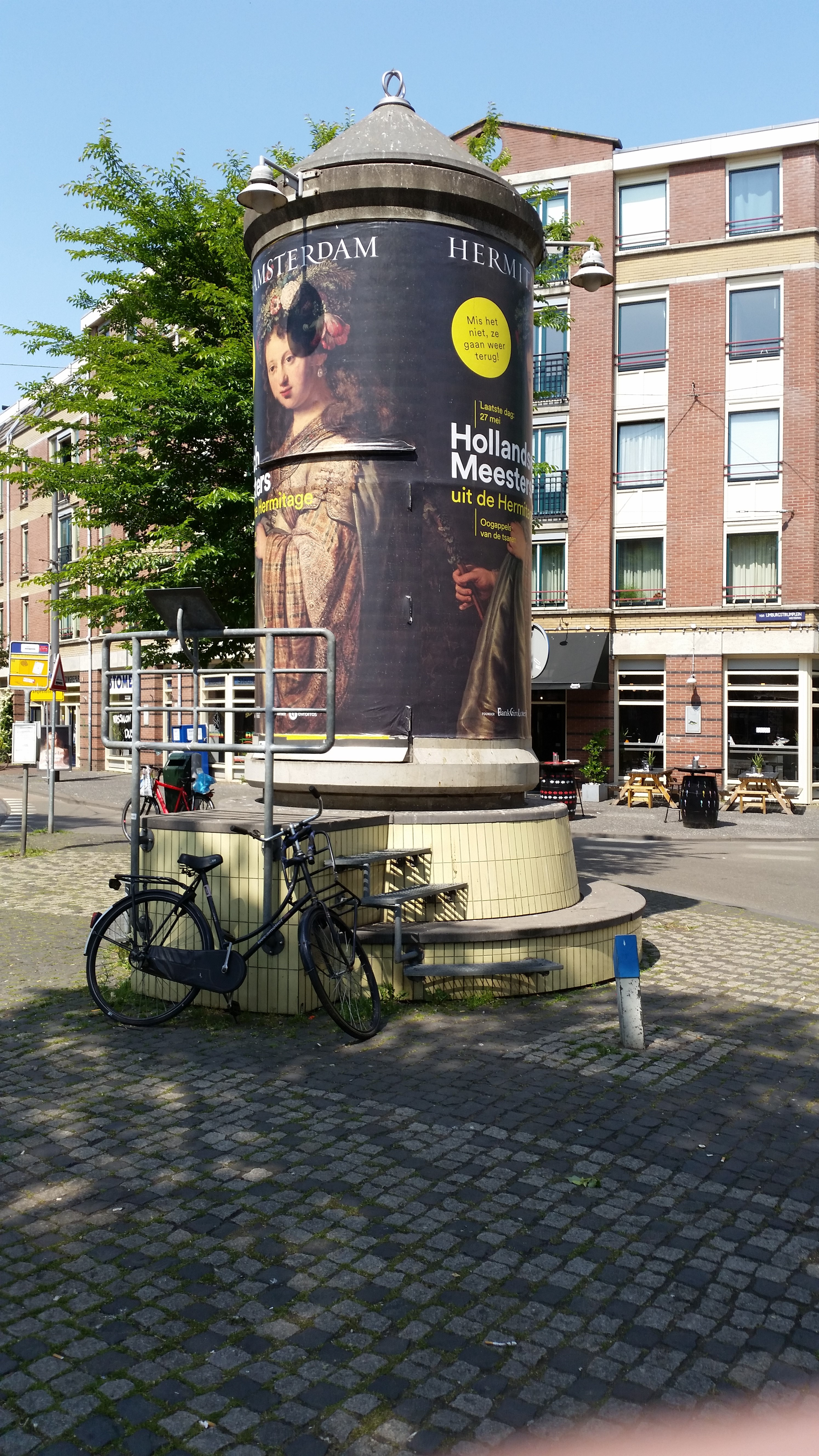
Peperbus (mei 2018)